# Slavkovský štít
Slavkovský štít (polsky Sławkowski Szczyt) je jeden z nejvyšších vrcholů slovenského pohoří Vysoké Tatry, nachází se v jejich postranním (jižním) hřebenu. Je vysoký 2452 m n. m. a na jeho svahu se rozkládá rozsáhlé kamenné moře.
Je to jeden z mála vrcholů Vysokých Tater dostupných turistům zdarma bez doprovodu horského vůdce. Dalšími takovými vrcholy jsou Jahňací štít, Východná Vysoká, Rysy, Koprovský štít a Kriváň.

## Přístup
Na Slavkovský štít se lze dostat po modré turistické značce ze Starého Smokovce a výstup trvá cca 5 a půl hodiny. Po většinu cesty se naskýtá výhled na jih na městečka ve Vysokých Tatrách a Poprad a z vrcholu výhled do Studených dolin. Od rozcestí (1357 m n. m.) na tatranské magistrále (červená turistická značka) trvá výstup 4 h 45 min. Přírodní zdroje vody jsou zde velmi omezené, poslední potok je ještě v lese, než se překříží červená značka.